# Réhabilitation (religion)
Pour les articles homonymes, voir Réhabilitation.
La réhabilitation désignait le fait de lever une condamnation prononcée par un tribunal ecclésiastique (Inquisition, etc.), comme dans le cas de Jeanne d'Arc.
L'Église catholique considère qu'aujourd'hui, cela n'a pas de sens de parler de réhabilitation pour quelqu'un qui a été condamné, puisque les institutions correspondantes n'existent plus (cf Galilée).[réf. nécessaire]